# Greenleaf (Idaho)
Greenleaf és una població dels Estats Units a l'estat d'Idaho. Segons el cens del 2000 tenia 862 habitants.

## Demografia
Segons el cens del 2000, Greenleaf tenia 862 habitants, 277 habitatges, i 219 famílies. La densitat de població era de 462,3 habitants/km².
Dels 277 habitatges en un 46,9% hi vivien nens de menys de 18 anys, en un 63,9% hi vivien parelles casades, en un 10,8% dones solteres, i en un 20,6% no eren unitats familiars. En el 19,1% dels habitatges hi vivien persones soles el 10,5% de les quals corresponia a persones de 65 anys o més que vivien soles. El nombre mitjà de persones vivint en cada habitatge era de 3,11 i el nombre mitjà de persones que vivien en cada família era de 3,57.
Per edats la població es repartia de la següent manera: un 35,7% tenia menys de 18 anys, un 7,9% entre 18 i 24, un 27,5% entre 25 i 44, un 20,8% de 45 a 60 i un 8,1% 65 anys o més.
L'edat mediana era de 31 anys. Per cada 100 dones de 18 o més anys hi havia 85,9 homes.
La renda mediana per habitatge era de 37.375 $ i la renda mediana per família de 45.313 $. Els homes tenien una renda mediana de 26.538 $ mentre que les dones 22.115 $. La renda per capita de la població era de 15.406 $. Aproximadament el 9,3% de les famílies i el 13,3% de la població estaven per davall del llindar de pobresa.

## Poblacions més properes
El següent diagrama mostra les poblacions més properes.